# 常恵
常 恵（じょう けい、? - 紀元前47年）は、前漢の人。太原郡の人。

## 略歴
貧しい家に生まれ、天漢元年（紀元前100年）に募集に応じ蘇武が使者として匈奴へ行く際の随行となった。蘇武が匈奴に抑留されると常恵も抑留された。漢の使者が来た時に常恵が密かに使者に会ったことから漢が蘇武たちの生存を知り、始元6年（紀元前81年）になって漢に帰国できた。
漢に戻った常恵は光禄大夫を拝命した。その後、烏孫公主（楚主解憂）より匈奴が烏孫を侵略しているという上書があり、漢は匈奴征伐を議論した。常恵は烏孫への使者となり、公主や昆弥（烏孫の君主の号）の使者を連れて帰った。そこで宣帝は匈奴征伐を決定し、5人の将軍に15万騎を率いさせた。常恵は校尉となって節を持して烏孫の兵の監視役となった。烏孫は5万騎を動員し、匈奴単于の親族や王、将兵以下3万9千人を捕虜とし、多くの家畜等を鹵獲した。
本始4年（紀元前70年）、常恵はその帰り道で節を烏孫人に盗まれ、漢に帰国すると死罪に当たると申し出たが、匈奴を攻めた5人の将軍には功績が無く、常恵が指揮した烏孫軍にだけ軍功があったことから、宣帝は常恵を長羅侯に封じた。
また常恵はこの戦争で功績のあった烏孫の人間への漢からの褒美を持参して烏孫への使者となった。そこで、常恵は亀茲国がかつて漢の校尉を殺害したが罰を受けていないので、攻撃するようにと上奏したが、宣帝は許可しなかった。しかし大将軍霍光は常恵に自らの判断で行うよう示唆したため、常恵は烏孫に着くと亀茲の東西の諸国の兵と烏孫の兵を動員し、更に亀茲に漢の使者を殺害したことを責める使者を遣わした。亀茲の王は貴人の姑翼がやったことだと弁明したため、常恵は姑翼を捕らえて連れてくれば許すと答え、王は姑翼を常恵の元へ送った。常恵は姑翼を斬って帰国した。
その後、常恵は蘇武に代わって典属国となり、しばしば功績があった。甘露4年（紀元前50年）には典属国に加えて右将軍となった。初元2年（紀元前47年）に死亡し、壮武侯と諡された。長羅侯は子の常成が継いだ。
長羅侯は厳侯常成・愛侯常邯と続き、常翕の時に建武4年（28年）まで続いたが後継者がなく断絶した。